# Thibault Peyre
Thibaut Peyre (Martigues, 3 oktober 1992) is een Frans voetballer die als rechtsback speelt.

## Clubcarrière
Peyre werd geboren in Martigues en is afkomstig uit de jeugdacademie van Toulouse. In 2013 trok hij naar Lille OSC. In januari 2014 besloot Lilleo om Peyre uit te lenen aan het Belgische Mouscron-Péruwelz, dat toen in de tweede Klasse uitkwam. Op 11 januari 2014 debuteerde hij in de tweede klasse tegen Antwerp. In 2014 promoveerde Peyre met de Henegouwers naar de Jupiler Pro League. Op 2 augustus 2014 debuteerde Peyre in eerste klasse in de thuiswedstrijd tegen Waasland-Beveren. Daarna kende Peyre voornamelijk een status van bankzitter en invaller, maar mocht tijdens Play-Off II in 2017 toch de helft van de wedstrijden starten. Deze startplaatsen bekroonde hij uiteindelijk met zijn eerste goal voor Moeskroen. Ongetwijfeld met het oog op meer speelminuten, tekende hij in mei 2017 een contract voor twee seizoenen bij Union Sint-Gillis

## Statistieken
| Seizoen | Club                 | Land                   | Competitie          | Competitie | Competitie | Beker | Beker | Supercup | Supercup | Totaal | Totaal |
| Seizoen | Club                 | Land                   | Competitie          | Wed.       | Dlp.       | Wed.  | Dlp.  | Wed.     | Dlp.     | Wed.   | Dlp.   |
| ------- | -------------------- | ---------------------- | ------------------- | ---------- | ---------- | ----- | ----- | -------- | -------- | ------ | ------ |
| 2014/15 | Lille OSC            | Vlag van Frankrijk     | Ligue 1             | 0          | 0          | 0     | 0     | —        | —        | 0      | 0      |
| 2014/15 | → Moeskroen-Péruwelz | Vlag van België        | Jupiler Pro League  | 22         | 0          | 0     | 0     | —        | —        | 22     | 0      |
| 2015/16 | Moeskroen-Péruwelz   | Vlag van België        | Jupiler Pro League  | 12         | 0          | 1     | 0     | —        | —        | 13     | 0      |
| 2016/17 | Moeskroen-Péruwelz   | Vlag van België        | Jupiler Pro League  | 29         | 1          | 1     | 0     | —        | —        | 30     | 1      |
| 2017/18 | Union Sint-Gillis    | Vlag van België        | Eerste klasse B     | 30         | 1          | 2     | 0     | —        | —        | 32     | 1      |
| 2018/19 | Union Sint-Gillis    | Vlag van België        | Eerste klasse B     | 18         | 3          | 5     | 0     | —        | —        | 23     | 3      |
| 2018/19 | KV Mechelen          | Vlag van België        | Eerste klasse B     | 6          | 1          | 1     | 0     | —        | —        | 7      | 1      |
| 2019/20 | KV Mechelen          | Vlag van België        | Eerste klasse A     | 29         | 2          | —     | —     | 1        | 0        | 30     | 2      |
| 2020/21 | KV Mechelen          | Vlag van België        | Eerste klasse A     | 33         | 0          | 3     | 0     | —        | —        | 36     | 0      |
| 2021/22 | KV Mechelen          | Vlag van België        | Eerste klasse A     | 19         | 0          | 1     | 0     | —        | —        | 20     | 0      |
| 2022/23 | KV Mechelen          | Vlag van België        | Eerste klasse A     | 16         | 2          | 1     | 0     | —        | —        | 17     | 2      |
| 2022/23 | Al-Batin FC          | Vlag van Saoedi-Arabië | Professional League | 5          | 0          | 0     | 0     | —        | —        | 5      | 0      |
| TOTAAL  | TOTAAL               | TOTAAL                 | TOTAAL              | 219        | 10         | 15    | 0     | 1        | 0        | 235    | 10     |

## Palmares
| Competitie               | Aantal      | Jaren       |             |             |
| KV Mechelen              | KV Mechelen | KV Mechelen | KV Mechelen | KV Mechelen |
| ------------------------ | ----------- | ----------- | ----------- | ----------- |
| Nationaal                |             |             |             |             |
| Kampioen Eerste Klasse B | 1x          | 2018/2019   |             |             |
| Beker van België         | 1x          | 2019        |             |             |